# Elektor
Elektor (av lat. ele'ctor, eg. eli'gere, "utplocka, utvälja") kallas en person som av en organisation eller liknande väljs med det enda syftet att representera dem i ett val till en annan organisation. Det handlar om en form av indirekt val.
Ett exempel: före 1997 valdes stiftsfullmäktige i Svenska kyrkan och ledamöterna till kyrkomötet av elektorer som utsågs av församlingarna efter kyrkovalet.

## Elektorskollegiet i Sverige
I Sverige tillämpades elektorsval under ståndsriksdagen, detta vid val av ledamöter till borgar- och bondestånden. Under åren 1867 till 1970 hade Sverige tvåkammarriksdag där första kammarens ledamöter valdes indirekt. I dessa fall utgjordes elektorskollegiet av landsting, dätär sådana fanns, och av stadsfullmäktige i de städer som var belägna utanför landsting. Åren 1921–37 var det särskilt utsedda elektorer som förrättades de landstingsfria städernas förstakammarval.

## Elektorskollegiet i Finland
Under 1900-talet hade Finland ett presidentvalsystem som innebar att väljarna valde elektorer som i sin tur valde president. Valet 1994 blev det första valet där presidenten valdes genom direktval.

## Elektorskollegiet i USA
I USA väljs inte presidenten direkt av folket. I presidentvalet röstar amerikanerna inte på en president, utan på elektorer, som i teorin får rösta på vem de vill, men som i praktiken avger löfte om att rösta på en viss kandidat. Teoretiskt kan således elektorerna rösta fram en annan president än vad valresultatet speglar om antalet s.k. "faithless electors" är tillräckligt stort för att påverka utfallet. Mellan 1796 och 2008 har elektorer vid 158 tillfällen röstat annorlunda än förväntat, vilket i inget av fallen påverkat utfallet.
Ett annat viktigt inslag i det amerikanska presidentvalet är att man likt andra anglosaxiska länder, som exempelvis Storbritannien, har ett system med valkretsar där vinnaren av en valkrets - i detta fall delstater (och ett distrikt) - enligt regelverket skall erhålla samtliga elektorsröster i den delstaten, vilket är fallet i 48 av 50 delstater (i Nebraska och Maine utdelas elektorer för delstaten som helhet och regionalt i vissa distrikt). Systemet har sin grund i det tidiga USA, då delstaterna på egen hand fick välja elektorer antingen direkt genom folkval (på delstatsnivå eller uppdelat i olika distrikt), indirekt genom delstatskongressen, eller genom en kombination av olika system, inklusive utnämning av en rad elektorer av övriga elektorer för att stärka den segrande kandidatens chanser att bli vald. Folkval slog emellertid igenom redan från början, och under Andrew Jacksons regering (1829-1837) införde samtliga delstater utom Delaware (som väntade till 1848) och South Carolina (1868) direkta val av elektorer.
Systemet gör det möjligt för en presidentkandidat att få en majoritet av rösterna i elektorskollegiet, utan att ha erhållit en majoritet av de nationella rösterna (engelska: popular vote). Något som skedde exempelvis i presidentvalet 2000, då George W. Bush valdes då till president av 271 elektorer mot Al Gores 266, samtidigt som Al Gore erhöll flest röster av den samlade nationella valmanskåren, 48,4 procent mot Bush 47,9 procent. Ytterligare ett exempel är i valet 2016 då Hillary Clinton fick fler röster nationellt, men Donald Trump fler elektorsröster, varför han valdes till president år 2016.
För valutfallet i de amerikanska presidentvalen är de nationella siffrorna (popular vote) således inte det avgörande, även om de endast fem gånger skilt sig från elektorskollegiets resultat; 1824, 1876, 1888, 2000 och 2016. År 1824 hade ingen kandidat i närheten av en majoritet av vare sig folk- eller elektorsröster, varför representanthuset i enlighet med konstitutionen valde John Quincy Adams till president; "folkvalets" vinnare Andrew Jackson fick emellertid revansch i följande presidentval. 1876, 1888 och 2000 segrade emellertid Rutherford B. Hayes, Benjamin Harrison och George W. Bush med en (i samtliga fall mycket skör) majoritet av elektorsrösterna men en minoritet av folkets röster. Grover Cleveland, som besegrades 1888, vann mot Harrison 1892, däremot blev Samuel J. Tilden och Al Gore aldrig presidenter.